# ملس (شاه لیدیه)
ملس (سده هشتم پیش از میلاد)، پادشاه نیمه افسانه‌ای لیدیه مطابق نوشته‌های هرودوت بود. به گفته هرودوت، او بیست و یکمین پادشاه لیدیه از سلسله هراکلیدای بود و پس از وی پسرش کاندولا جانشین او شد.